# Miss Universe 1976

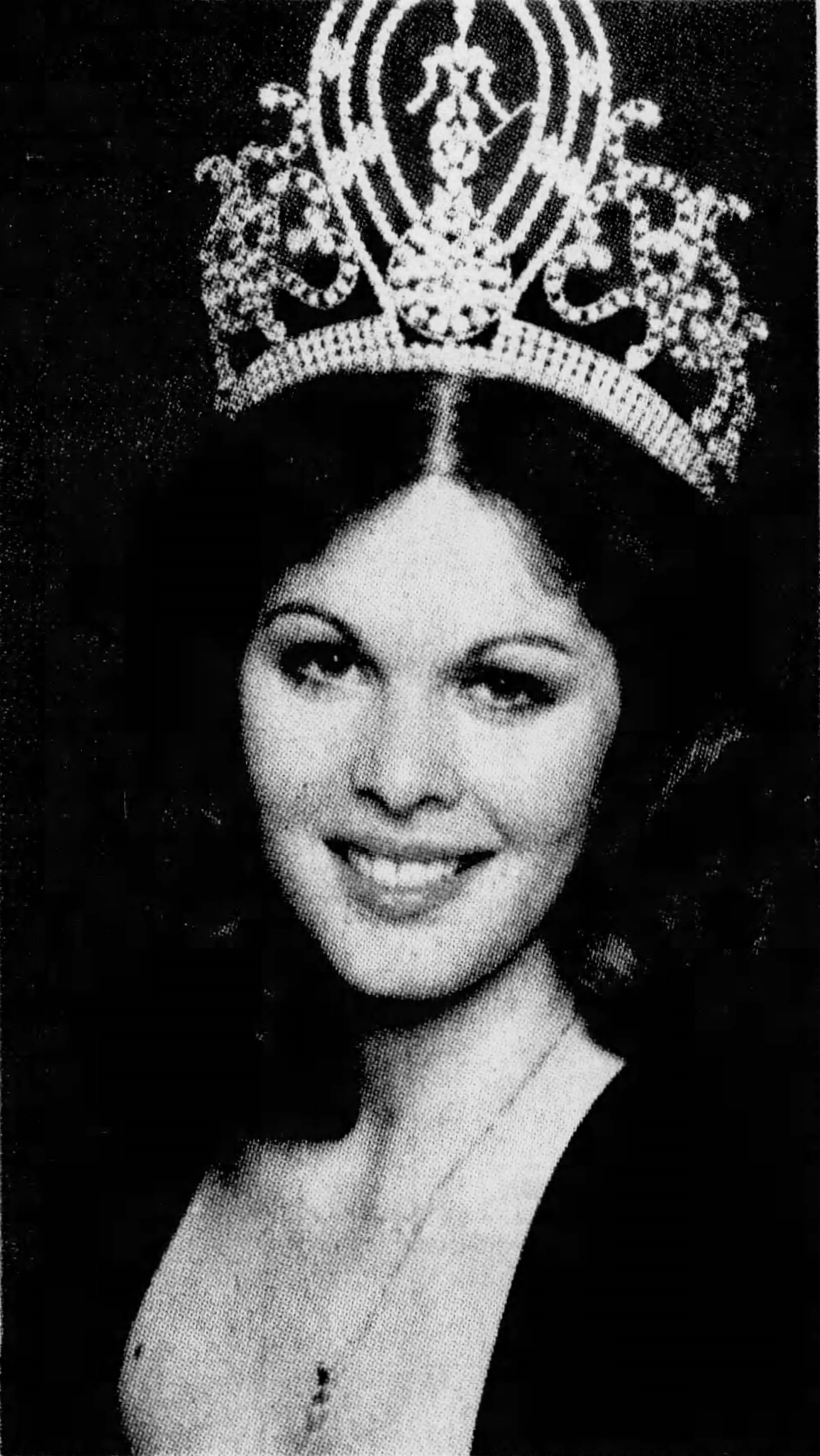
Rina Messinger mit der Miss-Universe-Krone

Die 25. Miss Universe war der Wettbewerb um den Titel der  Miss Universe 1976 und fand am 11. Juli 1976 in Hongkong statt.
| Land          | Schreibweise bei Pageantopolis | Schreibweise in der Heimatsprache | Teilnahme an weiteren Wettbewerben |
| ------------- | ------------------------------ | --------------------------------- | ---------------------------------- |
| Platzierungen |                                |                                   |                                    |
| 1. Israel     | Rina Messinger                 | Rina Mor-Goder                    |                                    |
| 2. Venezuela  | Judith Castillo                | Judith Castillo                   |                                    |
| 3. Wales      | Sian Adey-Jones                | Sian Adey-Jones                   |                                    |
| 4. Schottland | Carol Grant                    | Carol Grant                       |                                    |
| 5.            |                                |                                   |                                    |
| Top 12        |                                |                                   |                                    |
| Argentinien   | Lilian Deasti                  | Lilian Deasti                     |                                    |
| Chile         | Verónica Sommers               | Verónica Sommers                  |                                    |
| Kolumbien     | María Reyes                    | María Reyes                       |                                    |
| Curaçao       | Anneke Dijkhuizen              | Anneke Dijkhuizen                 |                                    |
| England       | Pauline Davies                 | Pauline Davies                    |                                    |
| Hongkong      | Rowena Lam                     | Rowena Lam                        |                                    |
| Norwegen      | Bente Lihaug                   | Bente Lihaug                      |                                    |

## Auszeichnungen
| Besondere Auszeichnungen | Gewinner                                 |
| ------------------------ | ---------------------------------------- |
| Miss Amity               | Trinidad und Tobago – Margaret McFarlane |
| Miss Photogenic          | England – Pauline Davies                 |
| Bestes Nationales Kostüm | Peru – Rocío Lazcano                     |

## Jury
- Margareta Arvidsson
- Britt Ekland
- Margot Fonteyn
- Roman Polanski